# ستان بليندا
ستان بليندا (بالإنجليزية: Stan Belinda) هو لاعب كرة قاعدة أمريكي، ولد في 6 أغسطس 1966 في هنتينغدون في الولايات المتحدة.

## وصلات خارجية
- ستان بليندا على موقعبيزبول رفرنس.كوم (الدوري الرئيسي) (الإنجليزية)
- ستان بليندا على موقعبيزبول رفرنس.كوم (الدوري الثانوي) (الإنجليزية)
- ستان بليندا على موقع مشجعي الرسوم البيانية (الإنجليزية)